# MG6
La MG 6 est une berline lancée en 2010 sur le marché chinois. C'est une Roewe 550 rebadgée. Une seconde génération est apparue en 2017. Celle-ci est basée sur la Roewe i6.